# Cortafrío

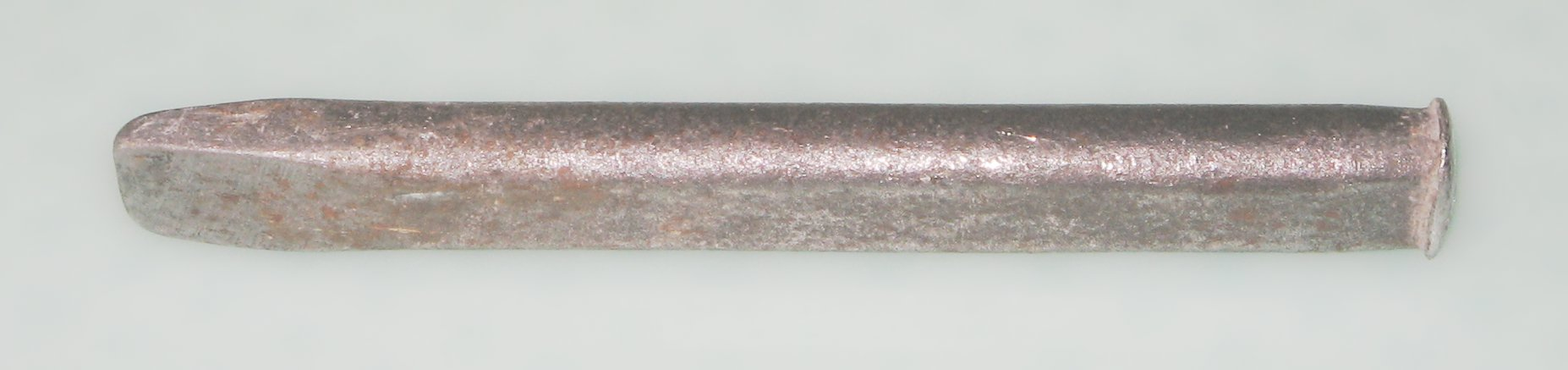
Cortafrío.

El cortafrío  es una herramienta manual de corte que se utiliza principalmente para cortar chapa en frío mediante golpes que se dan en la cabeza de esta herramienta con un martillo adecuado. En Argentina, Paraguay y Uruguay se lo conoce como cortafierro.
Las deficiencias que pueden presentar estas herramientas es que el filo se puede deteriorar con facilidad, por lo que es necesario un reafilado. Si se utilizan de forma continuada resulta necesario poner una protección anular para proteger la mano que las sujeta cuando se golpea.

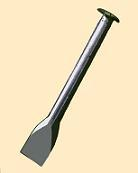
Cortafrío.

Se emplea además en tareas de albañilería y también lo suelen utilizar los herreros para retirar la escoria que queda en el hierro tras la soldadura eléctrica.

## Tamaños
Los tamaños del cortafrío son muy variados, dependiendo ello de la aplicación que se le va a dar según la tarea a realizar. Por ejemplo, en albañilería suelen ser más grandes y más resistentes, en cambio para el trabajo que efectúan los herreros es común que sean más pequeños y más livianos; aunque no existe una norma preestablecida sino que el tamaño se relaciona directamente con la aplicación que le será dada.